# Hobsoniopsis santessonii
Hobsoniopsis santessonii är en lavart som först beskrevs av Lowen & D. Hawksw., och fick sitt nu gällande namn av D. Hawksw. 2001. Hobsoniopsis santessonii ingår i släktet Hobsoniopsis, divisionen sporsäcksvampar och riket svampar.  Arten är reproducerande i Sverige. Inga underarter finns listade i Catalogue of Life.